# Weinmannia auriformis
Weinmannia auriformis är en tvåhjärtbladig växtart som beskrevs av Z.S.Rogers. Weinmannia auriformis ingår i släktet Weinmannia och familjen Cunoniaceae. Inga underarter finns listade i Catalogue of Life.